# Distretto di Nakaniikawa
Il distretto di Nakaniikawa (中新川郡, Nakaniikawa-gun?) è uno dei distretti della prefettura di Toyama, in Giappone.
Attualmente fanno parte del distretto i comuni di Funahashi, Kamiichi e Tateyama.